# Genesee (Colorado)
Genesee és una concentració de població designada pel cens dels Estats Units a l'estat de Colorado. Segons el cens del 2000 tenia 3.699 habitants.

## Demografia
Segons el cens del 2000, Genesee tenia 3.699 habitants, 1.511 habitatges, i 1.199 famílies. La densitat de població era de 214,4 habitants per km².
Dels 1.511 habitatges en un 30,1% hi vivien nens de menys de 18 anys, en un 73,9% hi vivien parelles casades, en un 3,6% dones solteres, i en un 20,6% no eren unitats familiars. En el 16,2% dels habitatges hi vivien persones soles l'1,6% de les quals corresponia a persones de 65 anys o més que vivien soles. El nombre mitjà de persones vivint en cada habitatge era de 2,45 i el nombre mitjà de persones que vivien en cada família era de 2,73.
Per edats la població es repartia de la següent manera: un 21,8% tenia menys de 18 anys, un 2,9% entre 18 i 24, un 25,4% entre 25 i 44, un 42,2% de 45 a 60 i un 7,8% 65 anys o més.
L'edat mediana era de 45 anys. Per cada 100 dones de 18 o més anys hi havia 101,4 homes.
La renda mediana per habitatge era de 132.077 $ i la renda mediana per família de 138.983 $. Els homes tenien una renda mediana de 0 $ mentre que les dones 52.188 $. La renda per capita de la població era de 79.180 $. Entorn de l'1,3% de les famílies i l'1,6% de la població estaven per davall del llindar de pobresa.

## Poblacions més properes
El següent diagrama mostra les poblacions més properes.